# Pritha nicobarensis
Pritha nicobarensis är en spindelart som först beskrevs av Benoy Krishna Tikader 1977.  Pritha nicobarensis ingår i släktet Pritha och familjen Filistatidae. Inga underarter finns listade i Catalogue of Life.